# Château de Bogar
Le château de Bogar est un édifice situé au Quessoy en France.

## Localisation
Le château est situé sur le territoire de la commune de Quessoy dans le département des Côtes-d'Armor, dans la région Bretagne.

## Description
Le château est constitué d'un pavillon au sud, vestige de constructions de la fin du XVIe siècle, d'un corps de bâtiment du XVIIIe siècle. Les communs les plus anciens datent de 1656. Du côté est subsistent les formes et allées d'un jardin au tracé romantique créé au début du XIXe siècle.

## Historique
Le château de Bogar est le berceau de la famille du même nom, dont l'origine remonte au XIIIe siècle. Au début du XVII, la terre passa aux Le Metayer puis aux de la Noue, famille connue par une succession ininterrompue de conseillers au Parlement. Le château échouera ensuite par alliance à la famille du Plessis de Grenédan, dont quatre de ses membres seront maires de Quessoy.

## Protection
Le château est inscrit en 1990 au titre des monuments historiques. Éléments protégés : les façades et toitures du logis et des communs ; grand et petit salons : inscription par arrêté du 2 mars 1990.